# 가라키다역
가라키다역(일본어: 唐木田駅)은 일본 도쿄도 다마시에 있는 오다큐 전철 다마선의 역이다. 역 번호는 OT 07이다.

## 역사
- 1990년 3월 27일: 다마선의 연장에 따라 오다큐 전철의 69번째 역으로 영업 개시. 각역정차의 정차역이 됨.
- 2000년 12월 2일: 특급 로망스카 "홈웨이"와 급행의 다마선에서 운행이 개시되어 정차역이 됨.
- 2002년 3월 23일: 다마급행 운행이 개시되어 정차역이 됨.
- 2004년 12월 11일: 구간준급 운행이 개시되어 정차역이 됨.
- 2008년 3월 20일: 특급 로망스카 "메트로 홈웨이"의 운행이 개시되어 그 종별의 종착역이 됨.
- 2016년 3월 26일: 당역행 특급 로망스카 "홈 웨이", "메트로 홈웨이" 및 구간 준급 운행이 전체 폐지가 되고, JR 동일본 조반 완행선의 E233계 전철이 보임.

## 역 구조
혼합식 승강장 2면 3선의 지상역에서 교상 역사를 갖는다. 개찰구로 이어지는 계단은 남쪽 밖에 없어, 발착 열차의 대부분은 계단 부근의 차량에 승객이 모인다. 기타미 검차구 가라키다 출장소가 위치하여 회송 열차의 발착이 많지만 기타미 검차구 가라키다 출장소에서 스위치백 없이 진입하는 승강장은 2,3번 승강장 뿐이다.

### 승강장
| 번호  | 노선   | 행선                               |
| ----- | ------ | ---------------------------------- |
| 1·2·3 | 다마선 | 신유리가오카·신주쿠· 지요다선 방면 |

## 역 주변
- 역 구내
  - 요코하마 은행 다마센터 지점 오다큐 가라키다역 출장소
- 역전
  - 오다큐 전철 기타미 검차구 가라키다 출장소
  - 경시청 다마 중앙 경찰서 가라키다에키마에 주재소
  - 가라키다역앞 우체국
  - 어쿠스틱 애비뉴(악기 제조·수입·판매)
  - 보스·서비스 센터(종합 음향 기기 제조 업체)
  - 도쿄 일렉트론(각종 열풍 건조기 제조·판매)
- 역 동쪽
  - 다마 뉴타운 환경 조합(다마 청소 공장) 일부 사무 조합
  - 다마시 종합 복지 센터
  - 아쿠아 블루 다마(다마시 국립 실내 온수 수영장)
  - 도쿄 국제 컨트리 클럽
  - 다마시립 오마쓰다이 초등학교
  - 다마시립 쓰루마키 중학교
- 역 서쪽
  - 오쓰마여자대학 다마 캠퍼스
  - 오쓰마 다마 중·고등학교
  - 미쓰비시도쿄UFJ은행 정보 센터
  - 간토 미쓰비시자동차 판매 주식 회사·다마 뉴타운점
  - 미쓰비시자동차 다마 디자인 센터
  - 가라키다이나리 신사
  - 도큐 드라이빙 스쿨

## 사진

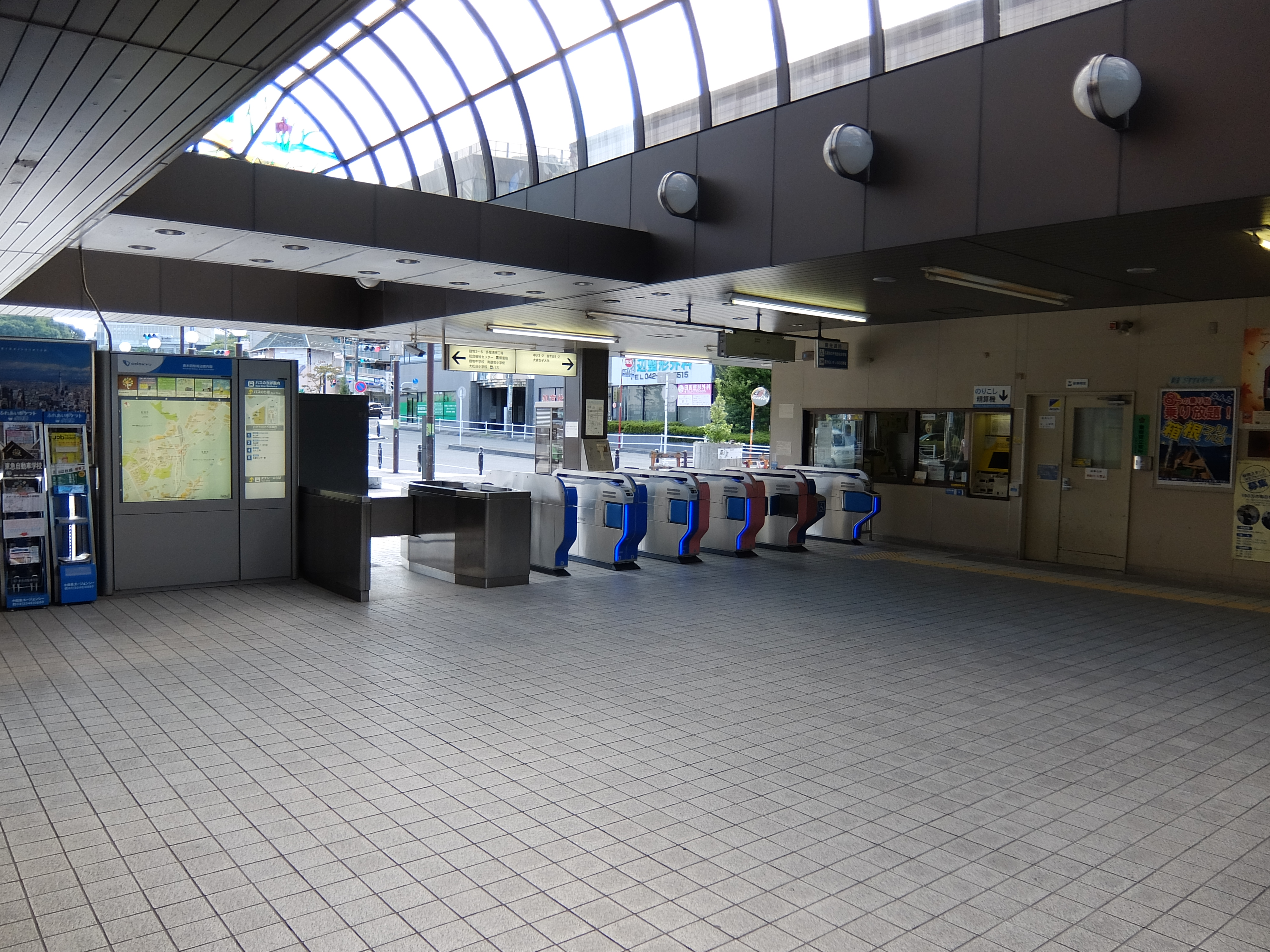
개찰구
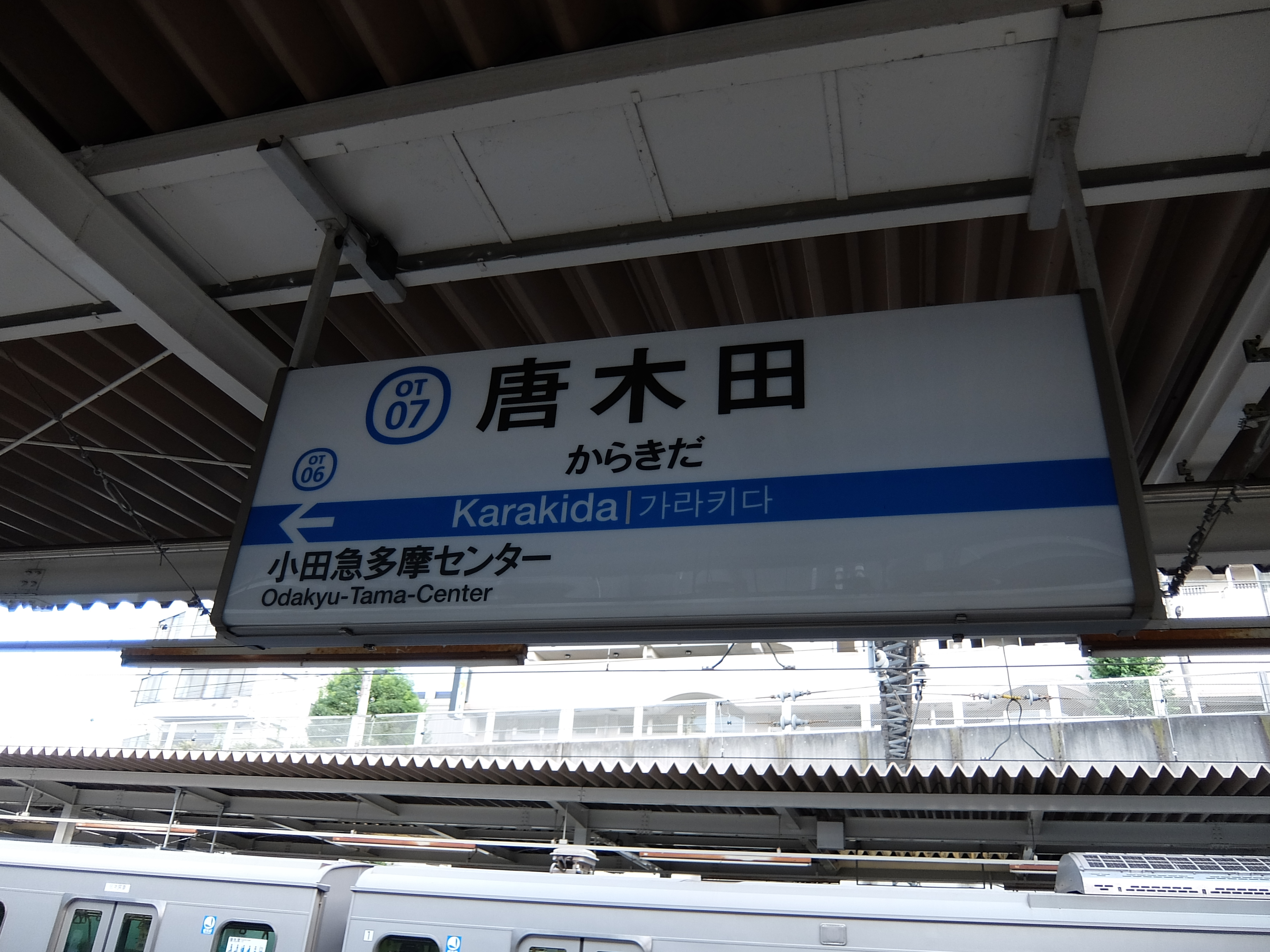
역명판

## 인접역
| 오다큐 다마선                          | 오다큐 다마선                           | 오다큐 다마선 |
| -------------------------------------- | --------------------------------------- | ------------- |
| OT 06 오다큐타마센터 신유리가오카 방면 | ■ 쾌속급행 □ 통근급행 ■ 급행 ■ 각역정차 | 시·종착역     |